# Carlos Polistico García
Carlos Polistico García (4 tháng 11 năm 1896 – 14 tháng 6 năm 1971) là một nhà giáo, nhà thơ, nhà hùng biện, luật sư, công chức, nhà kinh tế chính trị và nhà lãnh đạo du kích người Philippines. Ông trở thành tổng thống thứ tám của Philippines.

## Thuở thiếu thời
García sinh ra tại Talibon, Bohol với cha và mẹ là ông Policronio García và bà Ambrosia Polistico (cả hai đều là người bản địa Bangued thuộc Abra).
García lớn lên trong môi trường chính trị vì cha ông là thị trưởng trong bốn nhiệm kì. Ông hoàn thành chương trình tiểu học ở quê hương Talibon, sau đó học tiếp lên trung học ở trường Trung học Cấp tỉnh Cebu. Lúc đầu, ông theo đuổi con đường học vấn tại Đại học Silliman ở thành phố Dumaguete thuộc tỉnh Negros Oriental, và sau đó là tại Trường Luật Philippines (ngày nay có tên là Trường Tội phạm học Philippines). Tại đây ông lấy bằng về luật vào năm 1923 và là nằm trong tốp mười người đứng đầu kì thi vào đoàn luật sư.
Thay vì hành nghề luật ngay, García làm nghề dạy học trong vòng hai năm tại trường Trung học Cấp tỉnh Bohol. Tại Bohol, ông trở nên nổi tiếng với tài làm thơ và có biệt danh là "Hoàng tử thơ tiếng Visaya" và "Thi sĩ từ Bohol".

## Hôn nhân
Năm 1924, ông kết hôn với Leonila Dimataga. Họ có một con gái tên là Linda Garcia-Ocampos.

### Hậu duệ
- Teodoro P. García Sr
- Teodoro P. García Jr
- Dominique Marie L. García (sinh năm 1988)
  - Mẹ của Jace Jotham M. Cortez García (sinh năm 2009)
- Timothy Daniel L. García (sinh năm 1989)
- Raphael L. García (sinh năm 1992)

## Sự nghiệp chính trị
García bắt đầu sự nghiệp chính trị vào năm 1925 khi giành chiến thắng ấn tượng trong cuộc đua làm người đại diện cho khu vực thứ ba của Bohol để vào quốc hội. Ông được bầu thêm một nhiệm kì nữa vào năm 1928 và phục vụ đến năm 1931. Năm 1933, García trở thành thống đốc Bohol nhưng tại chức đến năm 1941 thì chạy đua thành công vào Thượng nghị viện Philippines. Tuy nhiên, nhiệm kì của ông bị cắt ngắn do cuộc Chiến tranh thế giới thứ hai. Ông đảm nhiệm phần còn lại của nhiệm kì vào năm 1945 khi Philippines được giải phóng khỏi tay Nhật Bản và quốc hội nhóm họp lại.

## Cương vị phó tổng thống
García trở thành bạn đồng hành với Ramón Magsaysay trong cuộc bầu cử tổng thống năm 1953. Ông được bổ nhiệm làm bộ trưởng Bộ Ngoại giao bởi tổng thống Magsaysay, đồng thời kiêm nhiệm chức phó tổng thống trong bốn năm.
Là một bộ trưởng Bộ Ngoại giao, ông khai mạc các cuộc đàm phán bồi thường chiến tranh để nỗ lực chấm dứt trạng thái chiến tranh (về mặt kĩ thuật) kéo dài chín năm giữa Philippines và Nhật Bản, dẫn tới thoả thuận vào tháng 4 năm 1954. Trong Hội nghị Genève về thống nhất Triều Tiên và các vấn đề châu Á khác, García trong tư cách chủ tịch phái đoàn Philippines đã phản bác những lời hứa hẹn của phe cộng sản và bảo vệ chính sách của Hoa Kỳ ở Viễn Đông. Trong bài phát biểu vào ngày 7 tháng 5 năm 1954, sau trận Điện Biên Phủ, García tái khẳng định lập trường dân tộc chủ nghĩa và chống cộng của Philippines.
Tháng 9 năm 1954, Hội nghị An ninh Đông Nam Á gồm tám quốc gia tham dự ở Manila do García giữ vai trò chủ tịch đã dẫn đến sự thành lập Tổ chức Hiệp ước Đông Nam Á (SEATO).

## Cương vị tổng thống

### Nhậm chức

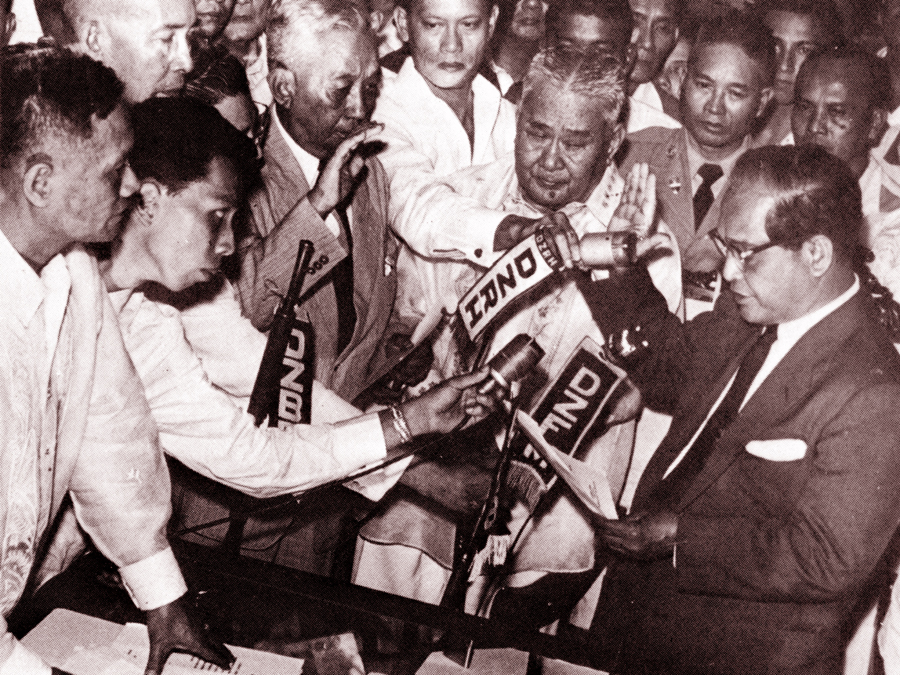
Phó tổng thống Carlos Polistico García nhậm chức tổng thống thứ tám của Philippines sau cái chết của Magsaysay vào ngày 17 tháng 3 năm 1957, tại phòng Hội đồng Nhà nước trong toà nhà Hành pháp ở điện Malacañan. Lời thề nhậm chức được giám sát bởi chánh án Ricardo Paras vào ngày 17 tháng 3 năm 1957.

Vào lúc xảy ra cái chết đột ngột của tổng thống Ramon Magsaysay, phó tổng thống và bộ trưởng Bộ Ngoại giao Carlos Polistico García đang là người dẫn đầu phái đoàn Philippines đến hội nghị của Tổ chức Hiệp ước Đông Nam Á tại Canberra, Úc. Khi được thông báo ngay lập tức về tin buồn này, García bèn lên máy bay quay về Manila. Về tới nơi, ông đến thẳng điện Malacañan để tiếp nhận các nghĩa vụ của tổng thống. Chánh án Ricardo Paras của Toà án Tối cao ở ngay đó để giám sát lời thề nhậm chức. Lời phát động đầu tiên của tổng thống García là ban bố quốc tang và tổ chức lễ tang cho Magsaysay.

### Cấm chủ nghĩa cộng sản
Sau nhiều cuộc thảo luận (cả chính thức và công khai), Quốc hội Philippines cuối cùng đã thông qua đạo luật đặt Đảng Cộng sản Philippines ra ngoài vòng pháp luật. Mặc dù phải chịu áp lực của các hoạt động chống đối lại hành động của Quốc hội, García đã ký thông qua Đạo luật Cộng hoà số 1700 vào ngày 19 tháng 6 năm 1957. Với đạo luật này, chiến dịch duy trì liên tục của chính phủ vì hoà bình và trật tự đã đạt được những tiến bộ và thành công đáng kể.
Đạo luật Cộng hoà số 1700 được thay thế bởi Sắc lệnh Tổng thống số 885 với nhan đề "Cấm tổ chức mang tính lật đổ, xử phạt thành viên trong đó và vì các mục đích khác". Lần lượt sau đó, sắc lệnh này được tu chỉnh bởi Sắc lệnh Tổng thống số 1736 và được thay thế bởi Sắc lệnh Tổng thống số 1835 với nhan đề "Hệ thống hoá văn bản luật về chống lật đổ và tăng xử phạt đối với thành viên của các tổ chức mang tính lật đổ". Kế tiếp, sắc lệnh này lại được tu chỉnh bởi Sắc lệnh Tổng thống số 1975. Ngày 5 tháng 5 năm 1987, Lệnh Hành pháp số 167 đã huỷ bỏ các sắc lệnh 1835 và 1975 vì lý do các sắc lệnh này đã ngăn cản quá đáng quyền lập hội theo hiến pháp.
Ngày 22 tháng 9 năm 1992, Đạo luật Cộng hoà số 7636 đã bãi bỏ Đạo luật Cộng hoà số 1700 (đã tu chỉnh).

### Chủ trương "Người Philippines là trên hết"
Người ta biết đến tổng thống García với chủ trương "Người Philippines là trên hết", theo đó chính phủ ưu tiên doanh nhân Philippines hơn hẳn so với doanh nhân nước ngoài. García cũng đề ra các thay đổi trong hoạt động bán lẻ, gây ảnh hưởng lớn đến giới thương nhân người Trung Quốc ở Philippines. Trong một bài phát biểu tại phiên họp chung giữa lưỡng viện Phiilippines vào ngày 18 tháng 9 năm 1946, tổng thống García nói như sau:
| “ | Chúng tôi kêu gọi quyết định cuộc tranh luận quan trọng này xem liệu mảnh đất này của chúng ta có còn là cái nôi và nấm mộ, bào thai và mộ phần của dòng giống chúng ta - nơi duy nhất mà chúng ta có thể xây nhà của chúng ta, đền thờ của chúng ta, bàn thờ của chúng ta và là nơi chúng ta dựng xây các lâu đài của niềm hi vọng, mơ ước và truyền thống của giống nòi, và là nơi chúng ta thiết lập nhà kho của hạnh phúc và thịnh vượng, của niềm vui và nỗi buồn nữa hay là không. | ” |

### Chương trình "khắc khổ"
Đối diện với tình trạng gay go của đất nước, tổng thống García đã khởi xướng chương trình "khắc khổ". Nét đặc trưng của chính quyền García là chương trình "khắc khổ" này và sự kiên trì theo đuổi chủ trương dân tộc chủ nghĩa. Ngày 3 tháng 3 năm 1960, ông xác nhận sự cần thiết phải có sự tự do hoàn toàn về mặt kinh tế và nói thêm rằng chính phủ không thể nào chấp nhận sự thống trị của các lợi ích nước ngoài (đặc biệt là Mỹ) đối với nền kinh tế quốc gia nữa. Ông hứa hẹn sẽ tống khứ "cái ách thống trị của nước ngoài đối với kinh doanh, buôn bán, thương nghiệp và công nghiệp." García cũng được ghi nhận trong vai trò phục hồi các giá trị văn hoá của Philippines. Những điểm chính trong chương trình "khắc khổ" là:
1. Chính phủ thắt chặt kiểm soát nhằm ngăn ngừa các hành vi sai trái trong hoạt động xuất khẩu hàng vượt quá giấy phép cũng như bán với giá dưới giá.
2. Sẽ tăng tính cứng rắn trong thi hành các luật lệ hiện thời đối với hoạt động vận chuyển đổi hàng lấy hàng.
3. Chính phủ bị hạn chế, chỉ được tự nhập khẩu các mặt hàng cực kì cần thiết.
4. Chính phủ cũng sẽ giảm nhập khẩu gạo xuống mức tối thiểu.
5. Sẽ tiến hành kiểm tra hệ thống giao thông nội địa để giảm nhập khẩu xăng dầu và phụ tùng.
6. Sẽ xét lại hệ thống thuế nhằm đạt được sự phân phối gánh nặng đóng thuế một cách công bằng hơn và đạt được hiệu quả thu thuế cao hơn từ những đối tượng có khả năng nộp thuế.
7. Tăng cường sản xuất thực phẩm.

Đám đông người dân hoan nghênh chương trình này và bày tỏ sự tự tin rằng các biện pháp trên sẽ giúp giải quyết các vấn đề còn tồn tại của đất nước.

### Thoả thuận Bohlen–Serrano
Trong thời kì nắm quyền, García đóng vai trò dẫn đến Thoả thuận Bohlen–Serrano, theo đó thời hạn cho Mỹ thuê căn cứ quân sự bị cắt giảm từ 99 năm xuống còn 25 năm và sẽ được làm mới sau mỗi năm năm.

### Bầu cử tổng thống năm 1961
Vào cuối nhiệm kì thứ hai, García chạy đua để tái đắc cử trong cuộc bầu cử tổng thống diễn ra vào tháng 11 năm 1961, nhưng ông đã bị phó tổng thống Diosdado Macapagal thuộc Đảng Tự do (đảng đối lập) đánh bại. (Ở Philippines, tổng thống và phó tổng thống được bầu riêng rẽ.)

### Nội các
| Chức vụ                                                        | Tên                | Nhiệm kì  |
|                                                                |                    |           |
| Tổng thống                                                     | Carlos P. García   | 1957–1961 |
| Phó tổng thống                                                 | Diosdado Macapagal | 1957–1961 |
|                                                                |                    |           |
| Bộ trưởng Bộ Nông nghiệp và Tài nguyên Thiên nhiên             | Juan Rodriguez     | 1957–1960 |
|                                                                | Cesar Fortich      | 1960–1961 |
| Bộ trưởng Bộ Ngoại giao                                        | Felixberto Serrano | 1957–1961 |
| Bộ trưởng Bộ Tài chính                                         | Jaime Hernandez    | 1957–1960 |
|                                                                | Dominador Aytona   | 1960–1961 |
| Bộ trưởng Bộ Tư pháp                                           | Pedro Tuazon       | 1957–1958 |
|                                                                | Jesus Barrera      | 1958–1959 |
|                                                                | Enrique Fernandez  | 1959      |
|                                                                | Alejo Mabanag      | 1959–1961 |
| Bộ trưởng Bộ Quốc phòng                                        | Eulogio Balao      | 1957      |
|                                                                | Jesus Vargas       | 1957–1959 |
|                                                                | Alejo Santos       | 1959–1961 |
| Bộ trưởng Bộ Công thương                                       | Pedro Hernaez      | 1957–1960 |
|                                                                | Manuel Lim         | 1960–1961 |
| Bộ trưởng Việc làm công cộng, Giao thông và Thông tin Liên lạc | Florencio Moreno   | 1957–1961 |

## Giai đoạn hậu tổng thống và qua đời

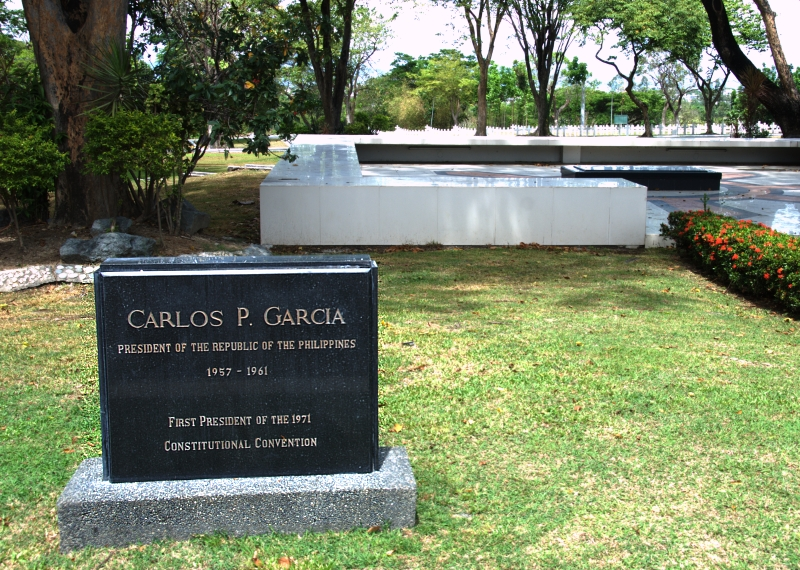
Phần mộ của tổng thống García ở Libingan ng mga Bayani

Sau khi tranh cử thất bại, García nghỉ hưu và về sống ở Tagbilaran. Ngày 1 tháng 6 năm 1971, ông được bầu làm đại biểu tham dự Hội nghị Hiến pháp 1971. Hội nghị cũng chọn ông làm chủ tịch hội nghị. Tuy nhiên, chỉ ít ngày sau khi được chọn vào vị trí trên, García đã qua đời vì một cơn đau tim vào ngày 14 tháng 6 năm 1971. Cựu phó tổng thống dưới thời García là Diosdado Macapagal thay ông làm chủ tịch hội nghị nêu trên.
García trở thành tổng thống đầu tiên có thi hài quàn tại Thánh đường Manila và là tổng thống đầu tiên được chôn cất tại Libingan ng mga Bayani.